# إدوارد بانكر ويليس
إدوارد بانكر ويليس (بالإنجليزية: Edward Banker Willis)‏ هو عسكري أمريكي، ولد في 9 يناير 1831 في نيويورك في الولايات المتحدة، وتوفي في 7 ديسمبر 1879 في مقاطعة أدير في الولايات المتحدة.